# Stunt Records
Stunt Records ist ein unabhängiges dänisches Musiklabel, das hauptsächlich Jazz, aber auch Fusion- und Weltmusik veröffentlicht. Es wurde 1983 von Peter Littauer als Tochter des Tonträgerunternehmens Sundance Music gegründet.

## Geschichte
Das Label hat skandinavische Künstler wie Alex Riel, Mads Vinding, Hanne Boel, Fredrik Lundin, Jan Johansson, Tango Orkestret, Jens Winther, Kenneth Knudsen, Marilyn Mazur, Atli Bjørn, Caroline Henderson oder Sinne Eeg unter Vertrag genommen. Es hat auch viele Nachwuchstalente entdeckt und aufgebaut, darunter Lars Møller, Kasper Villaume, Josefine Cronholm, Malene Mortensen, Claus Waidtløv, Bagdad Dagblad, Snorre Kirk, Niclas Knudsen, Magnus Hjorth, Kathrine Windfeld, Kira Skov und Julia Werup. Auch amerikanische Jazzgrößen wie Oscar Pettiford/Stan Getz, Joey Baron, Scott Hamilton, Paul Motian, Ed Thigpen, George Garzone, Chris Potter, Aaron Parks, Mike Stern, John Abercrombie, Michael Brecker, Adam Nussbaum, Jimmy Cobb, Kenny Werner, Jerry Bergonzi, Eddie Gomez und Billy Hart waren an Produktionen von Stunt Records beteiligt. Zeitweilig existierte mit StuntX auch ein Sublabel.
In den späten 1990er Jahren trat Søren Friis in das Unternehmen ein, der als Produzent zahlreiche Veröffentlichungen betreute. Das Label veröffentlicht nun auch Produktionen west- und südeuropäischer Musiker wie Andy Sheppard, Enrico Pieranunzi, Gary Boyle, Dorado Schmitt oder Claire Martin und Produktionen mit brasilianischer Musik von Eliane Elias oder Diego Figueiredo. Stunt Records hat sich zu dem Jazz-Label Dänemarks entwickelt, das das breiteste Publikum anspricht.